# Julia Ducournau
Julia Ducournau (París, 18 de novembre de 1983) és una directora de cinema i guionista francesa, guanyadora de la Palma d'Or al Festival Internacional de Cinema de Cannes.
Ja al 2011 el seu curtmetratge Junior va guanyar el premi Petit Rail d'Or al Festival de Cinema de Cannes.
La seva primera pel·lícula, Grave, va ser exhibida dins de la Setmana de la crítica del Festival de Cannes l'any 2016. A l'octubre del mateix any, Grave va guanyar el premi Sutherland al Festival de Cinema de Londres, i tres premis al Festival de Cinema Fantàstic de Sitges, entre els quals el de Millor direcció novella i el Méliès d'Argent a la Millor pel·lícula europea.
El 2021 es va endur la Palma d'Or del Festival de Cinema de Cannes pel seu segon llargmetratge, Titane. Es convertia així en la segona dona a guanyar el premi en la història del Festival, després que Jane Campion l'obtingués ex aequo el 1993 per El piano, juntament amb Chen Kaige per Adéu a la meva concubina, essent Ducournau la primera a fer-ho en solitari.
Al maig de 2024 anuncià el rodatge del seu proper llargmetratge, Alpha, protagonitzat per Golshifteh Farahani i Tahar Rahim.

## Filmografia
| Any  | Títol                  | Acreditada com... | Acreditada com... | Annotacions                                          |
| Any  | Títol                  | Directora         | Guionista         | Annotacions                                          |
| ---- | ---------------------- | ----------------- | ----------------- | ---------------------------------------------------- |
| 2005 | Corps-Vivants          | Sí                | No                | Curtmetratge                                         |
| 2007 | Tout va bien           | Sí                | No                | Curtmetratge                                         |
| 2011 | Junior                 | Sí                | Sí                | Curtmetratge                                         |
| 2012 | Mange                  | Sí                | Sí                | Telefilm. Co-dirigit i co-escrit amb Virgile Bramly. |
| 2015 | Ni le ciel ni la terre | No                | Sí                | Consultora de guio                                   |
| 2016 | Grave                  | Sí                | Sí                |                                                      |
| 2016 | Compte tes blessures   | No                | Sí                | Consultora de guio                                   |
| 2021 | Servant                | Sí                | No                | Sèrie per a Apple TV+. Episodis 2x01 i 2x02          |
| 2021 | Titane                 | Sí                | Sí                |                                                      |
| 2023 | The New Look           | Sí                | No                | Minisèreie de televisió. Episodis 1x05 i 1x06        |
| 2025 | Alpha                  | Sí                | Sí                | No acabada                                           |

## Premis i nominacions
| Any  | Premi                                                   | Categoria                                      | Pel·lícula | Resultat   |
| ---- | ------------------------------------------------------- | ---------------------------------------------- | ---------- | ---------- |
| 2016 | Festival Internacional de Cinema de Canes               | Premi FIPRESCI - Setmana de la Crítica         | Grave      | Guanyadora |
| 2016 | Film Fest Gent                                          | Explore Award                                  | Grave      | Guanyadora |
| 2016 | Festival de Cinema de Londres                           | Sutherland Award - First Feature Competition   | Grave      | Guanyadora |
| 2016 | Festival Internacional de Cinema Fantàstic de Catalunya | Premi Citizen Kane a la Millor Direcció Novell | Grave      | Guanyadora |
| 2016 | Festival Internacional de Cinema Fantàstic de Catalunya | Premi Jurat Carnet Jove a la Millor Pel·lícula | Grave      | Guanyadora |
| 2016 | Festival Internacional de Cinema Fantàstic de Catalunya | Premi Millor Pel·lícula Europea SOFC 49        | Grave      | Guanyadora |
| 2016 | Festival européen du film fantastique de Strasbourg     | Longs-métrages - Octopus d'Or                  | Grave      | Guanyadora |
| 2018 | Premis César                                            | César a la millor direcció                     | Grave      | Nominada   |
| 2018 | Premis César                                            | César a la millor primera pel·lícula           | Grave      | Nominada   |
| 2018 | Premis César                                            | César al millor guió original o adaptació      | Grave      | Nominada   |
| 2021 | Festival Internacional de Cinema de Canes               | Palma d'Or                                     | Titane     | Guanyadora |
| 2022 | Palm Springs International Film Festival                | Best Foreign Language Film                     | Grave      | Nominada   |
| 2022 | Premis César                                            | César a la millor direcció                     | Titane     | Nominada   |
| 2022 | Premi BAFTA                                             | BAFTA a la millor direcció                     | Titane     | Nominada   |